# Magyar Értéktár

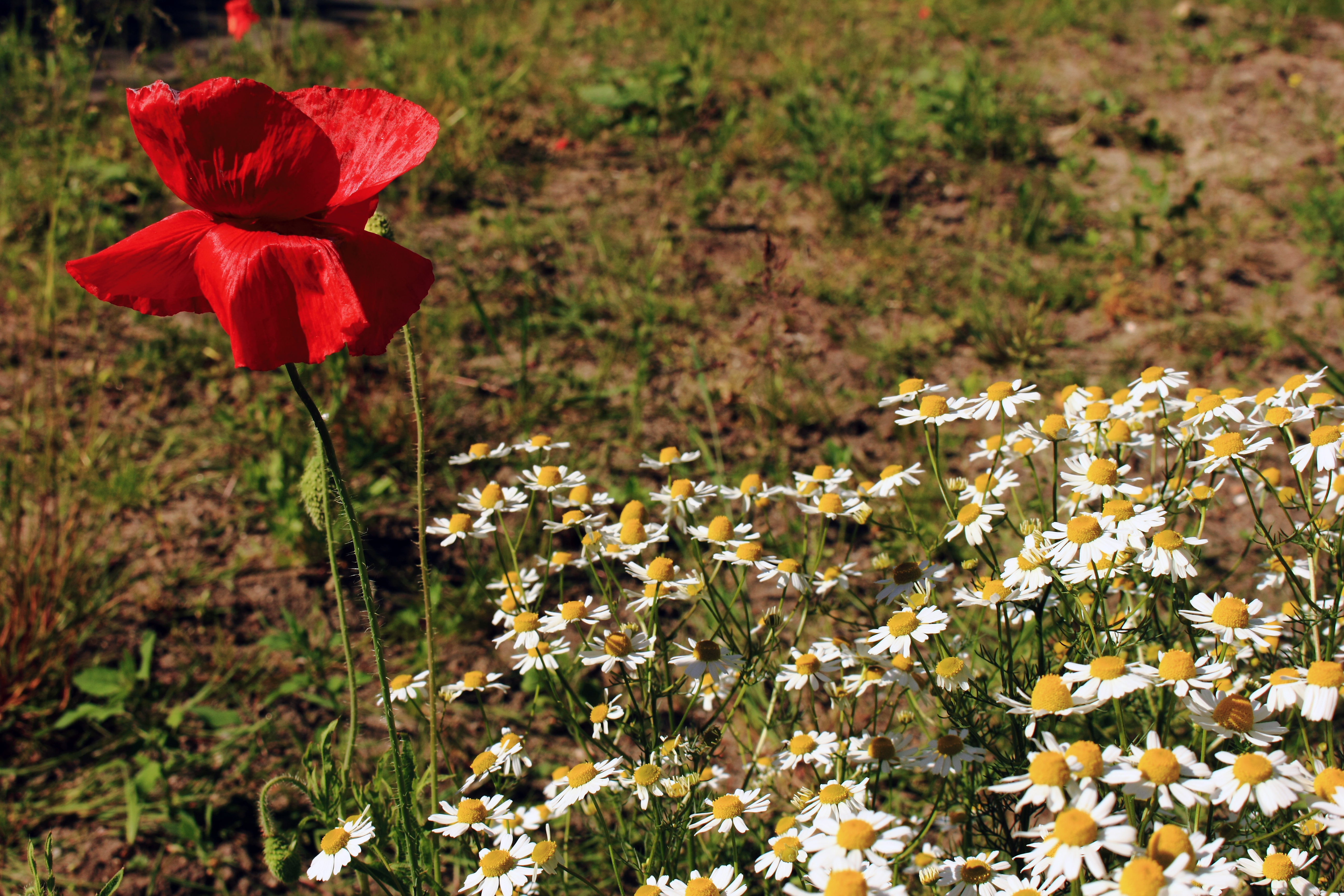
Alföldi kamillavirágzat

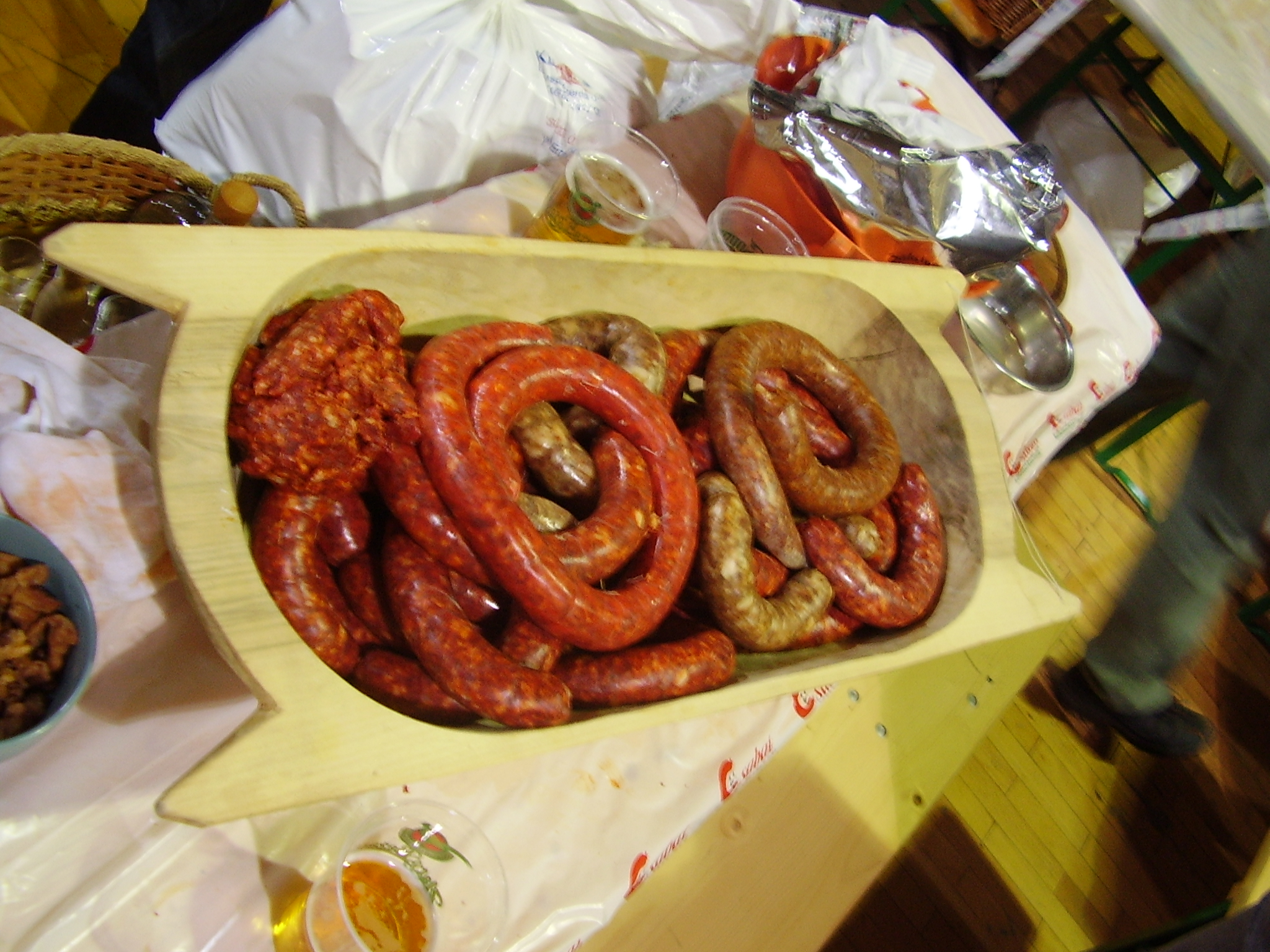
Csabai kolbász

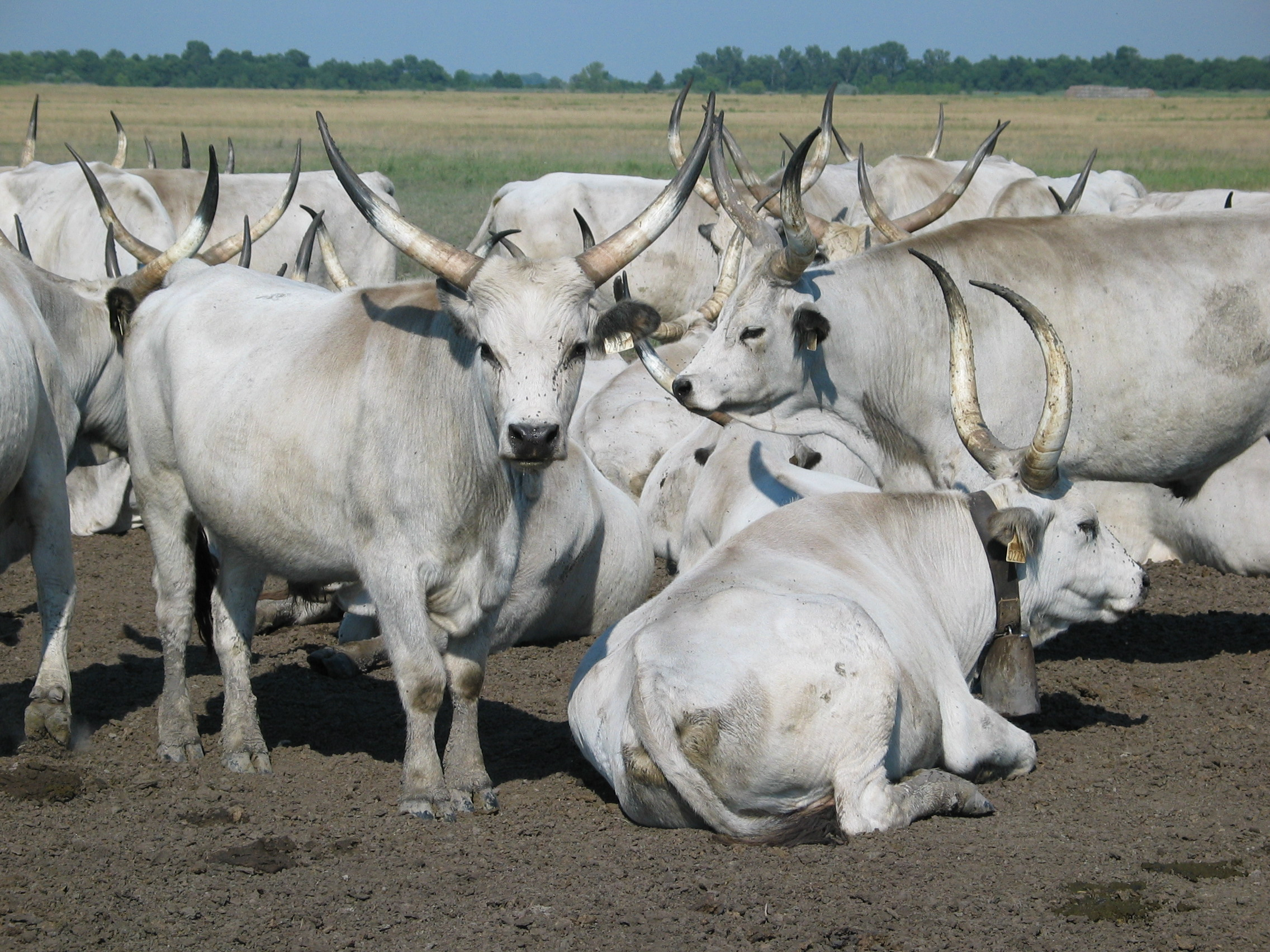
Magyar szürke szarvasmarha

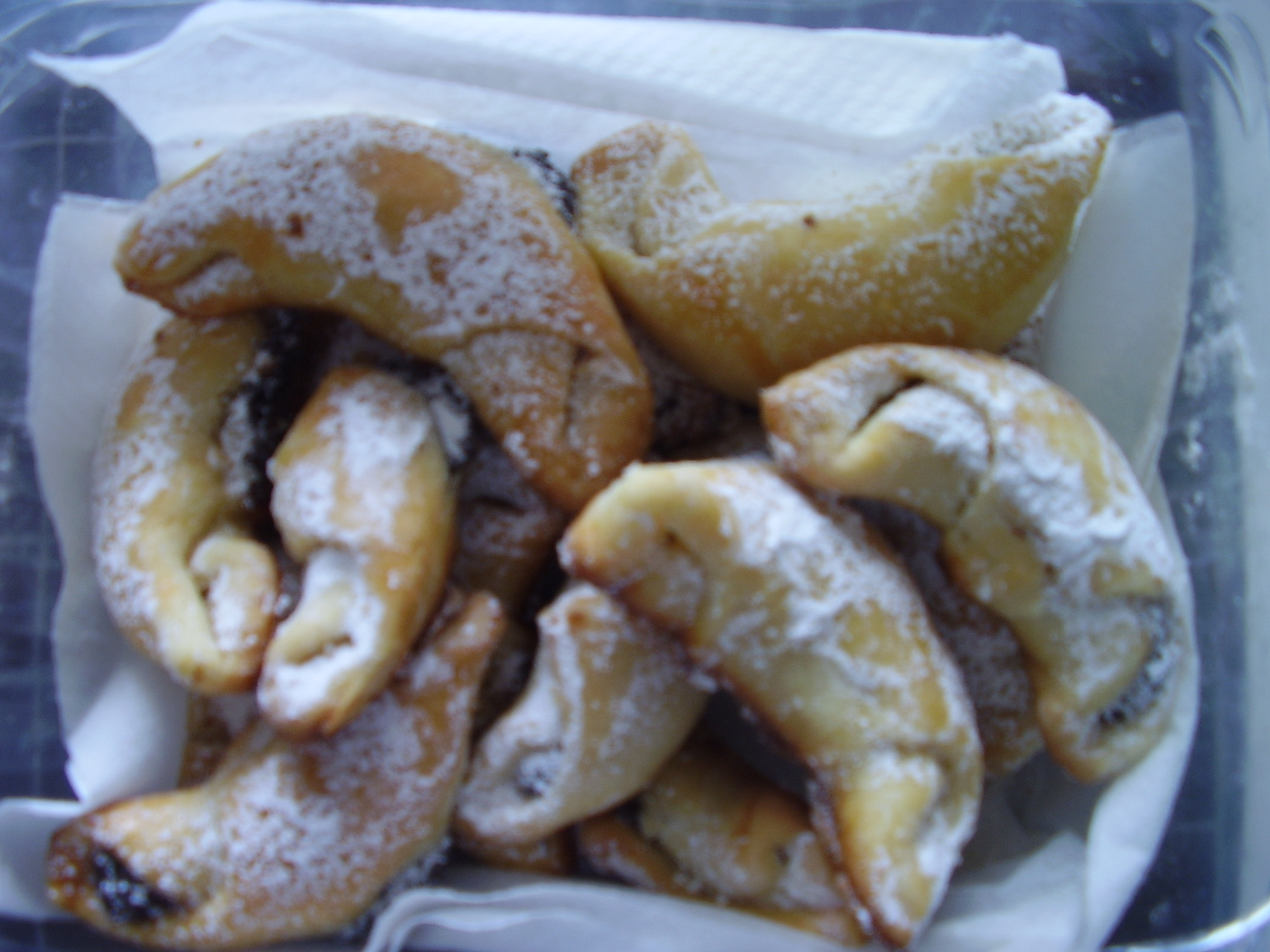
Pozsonyi kifli

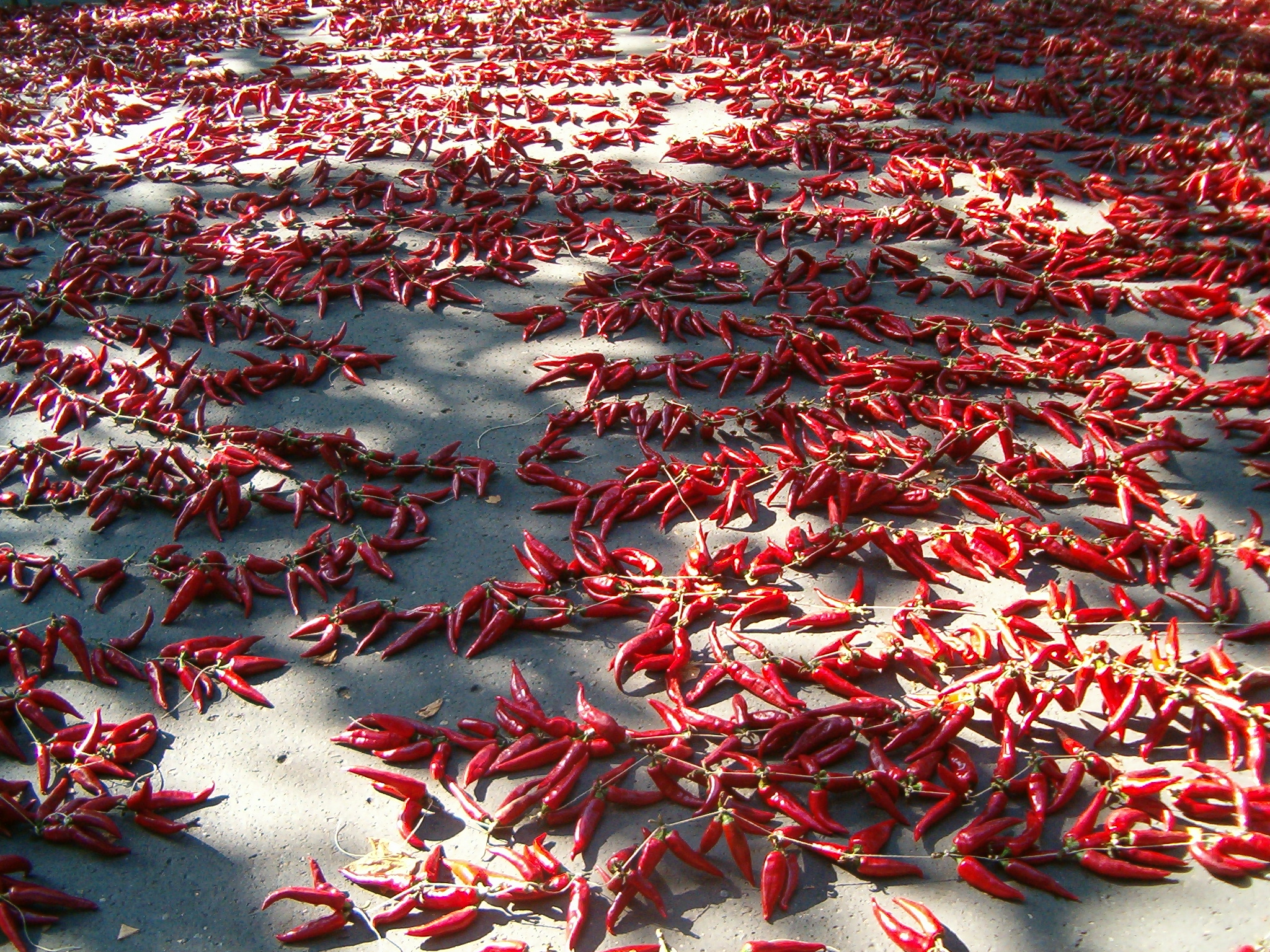
Szegedi fűszerpaprika

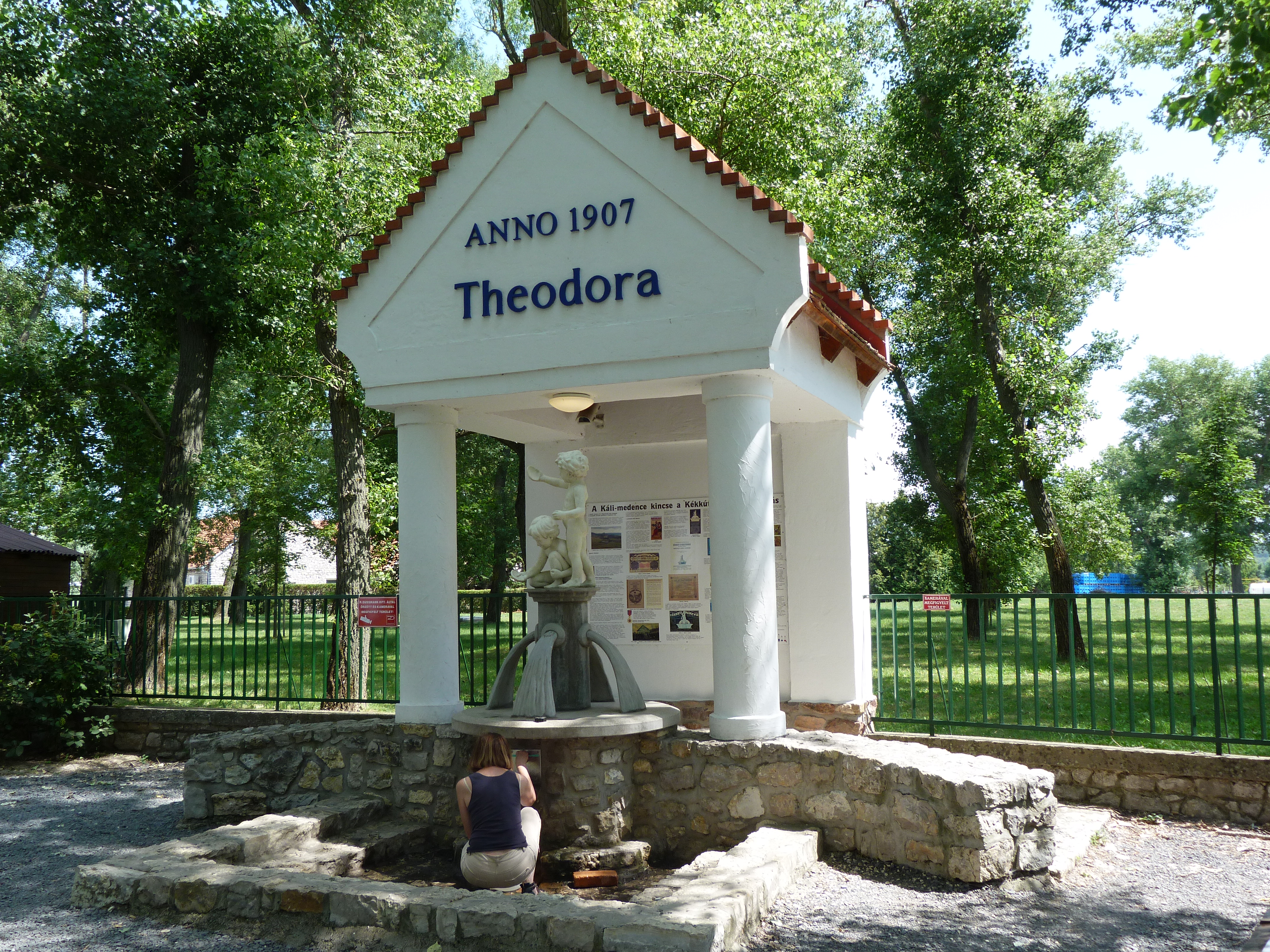
Kékkúti Theodora-forrás

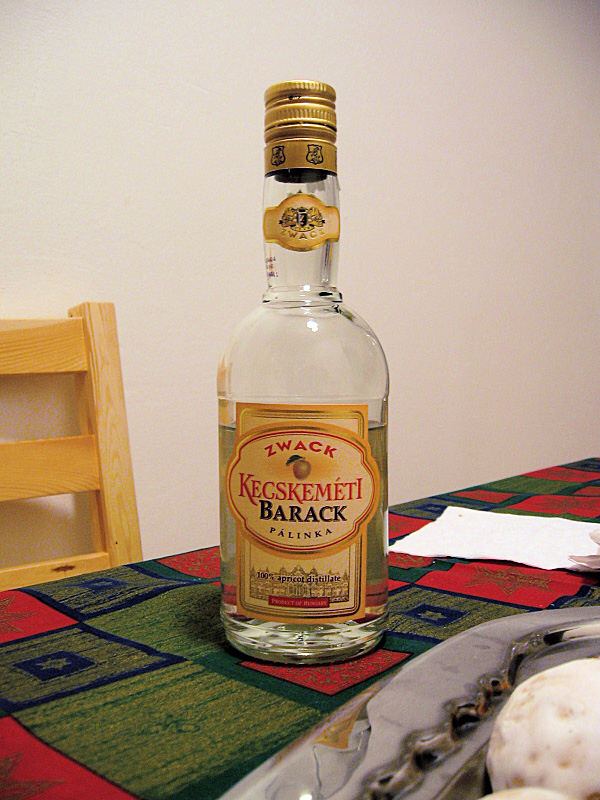
Kecskeméti barackpálinka

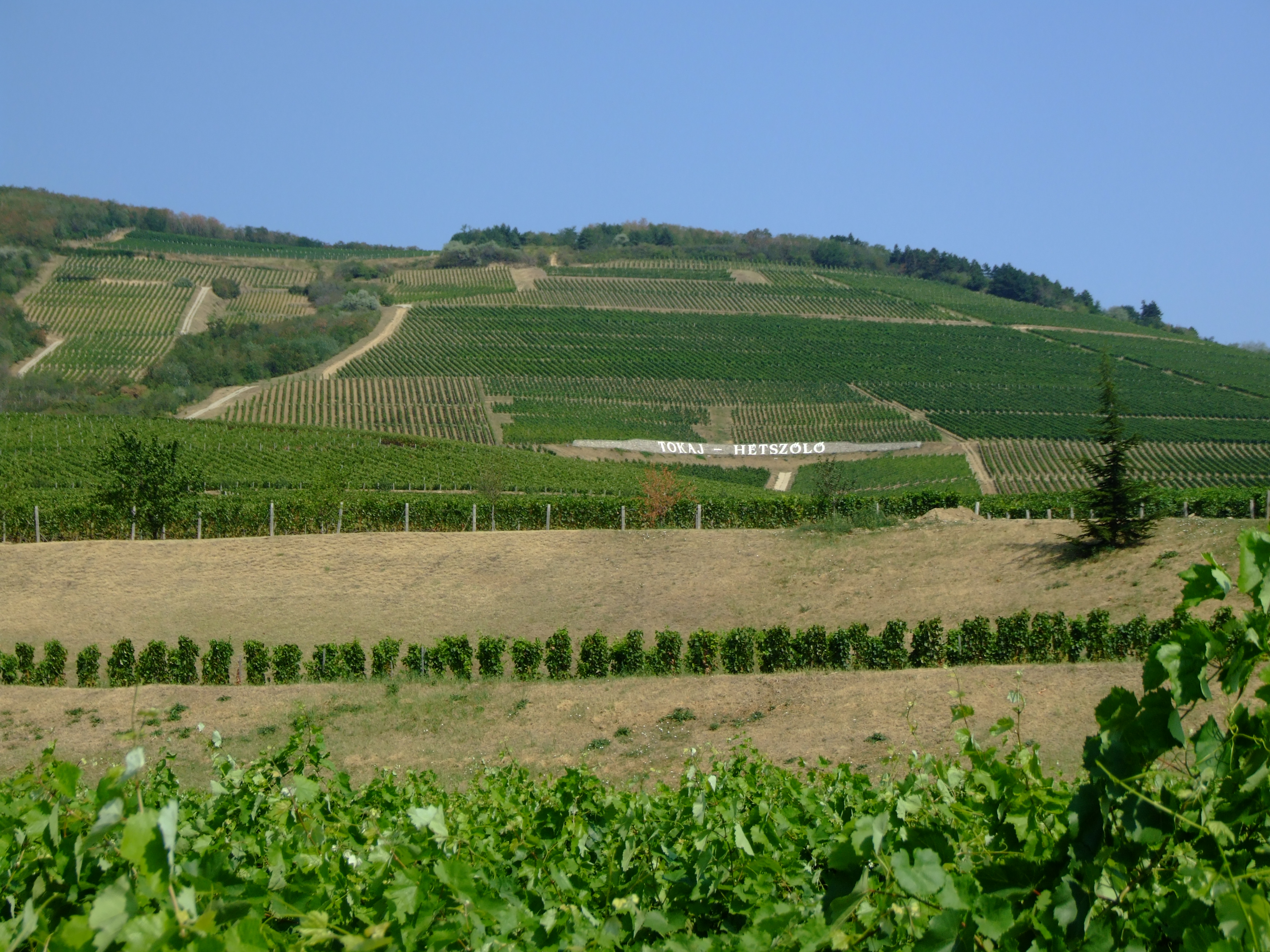
Tokaji borvidék

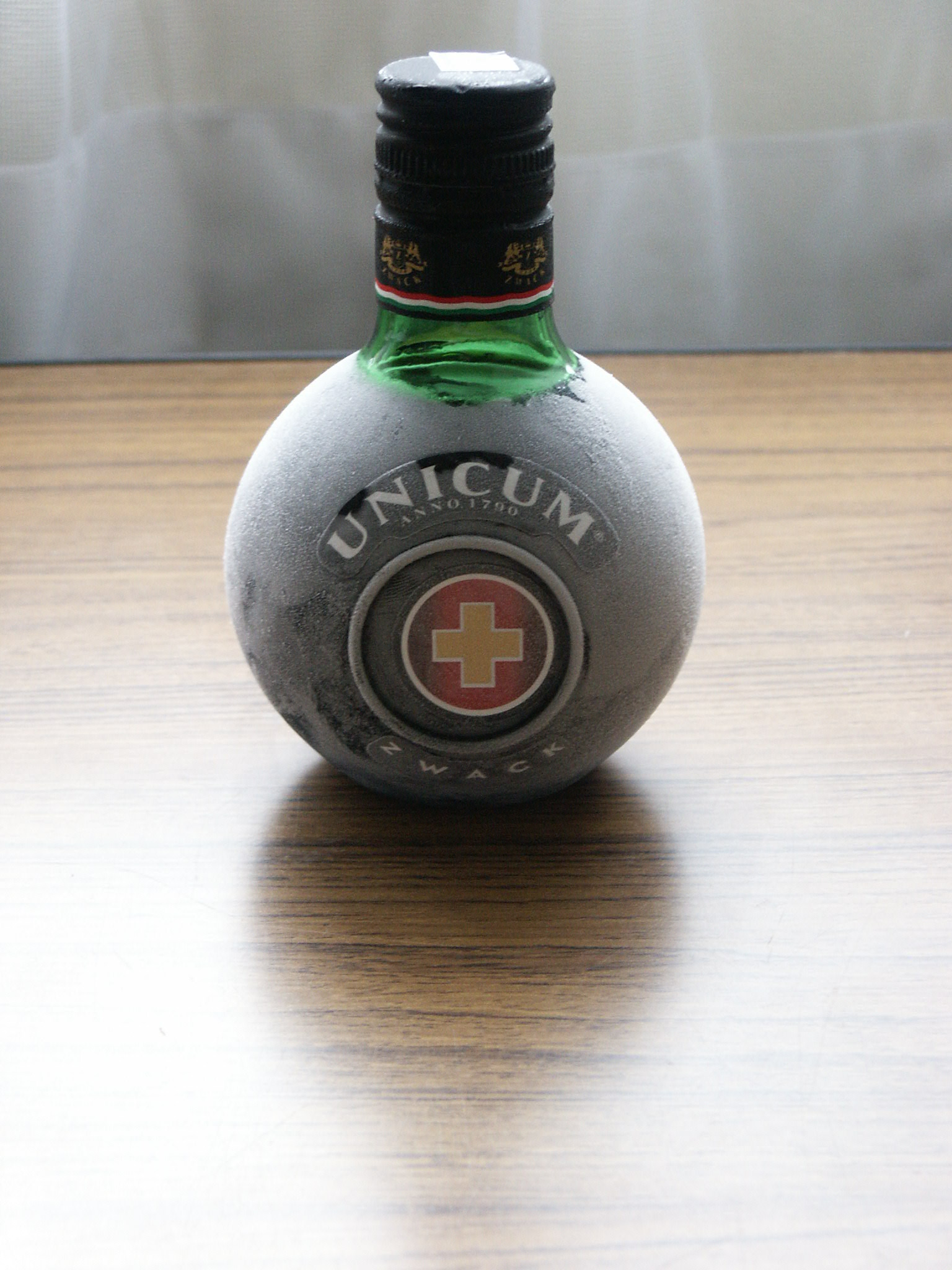
Unicum

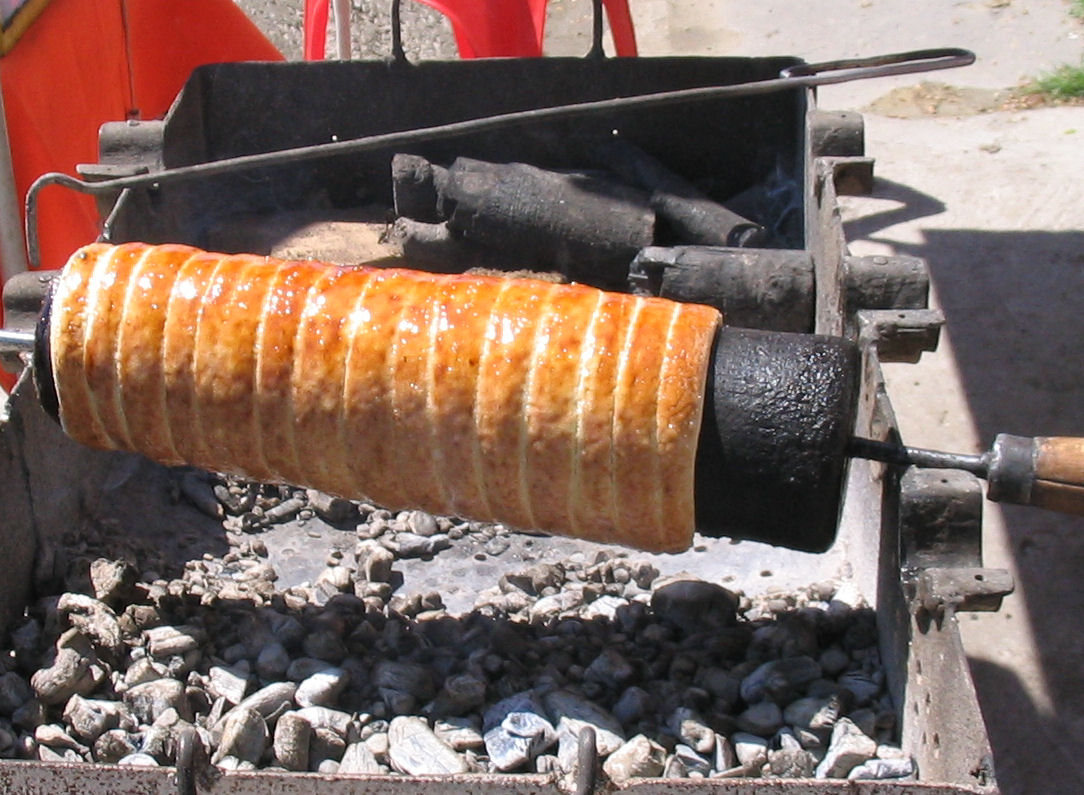
Kürtőskalács

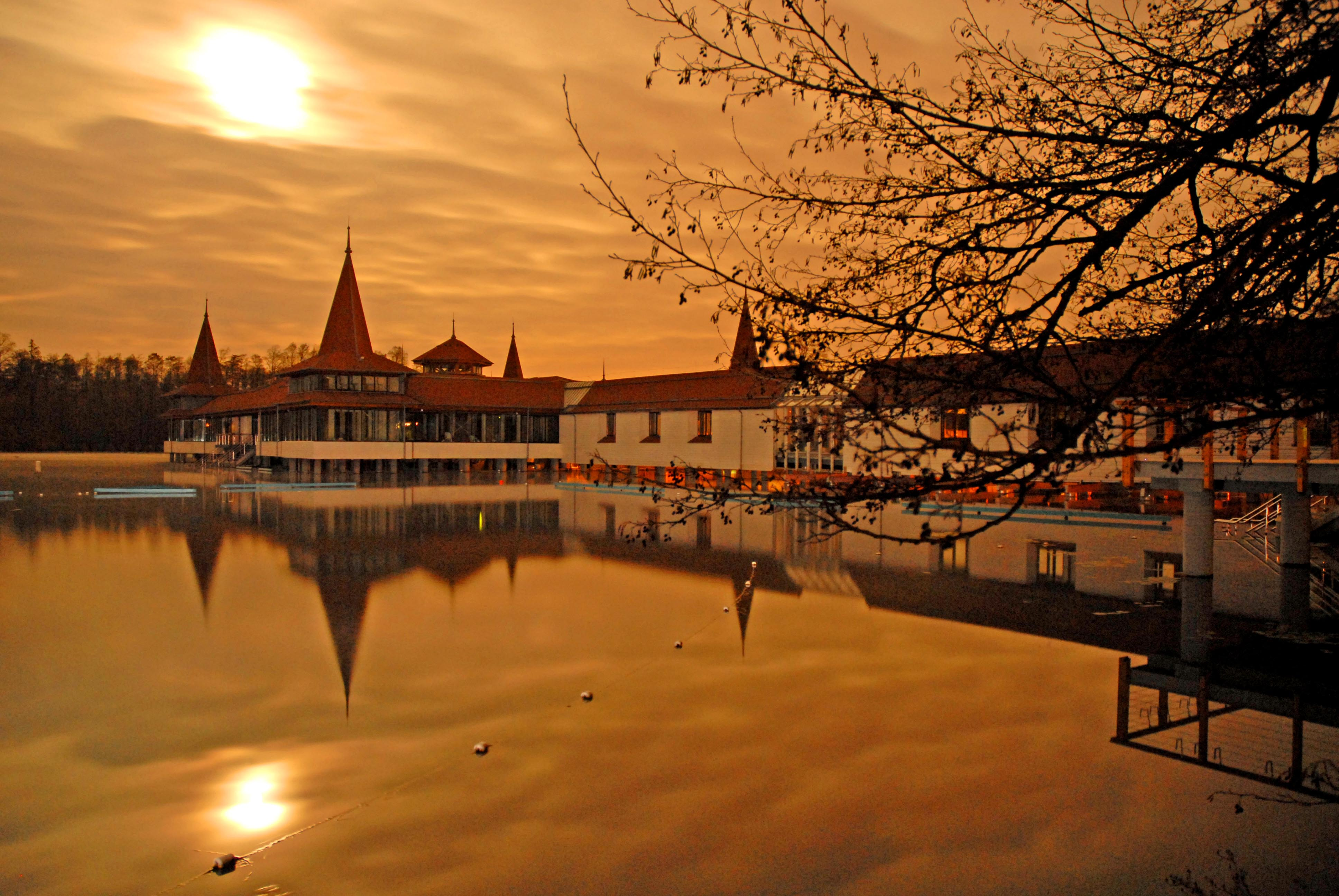
Hévízi-tó

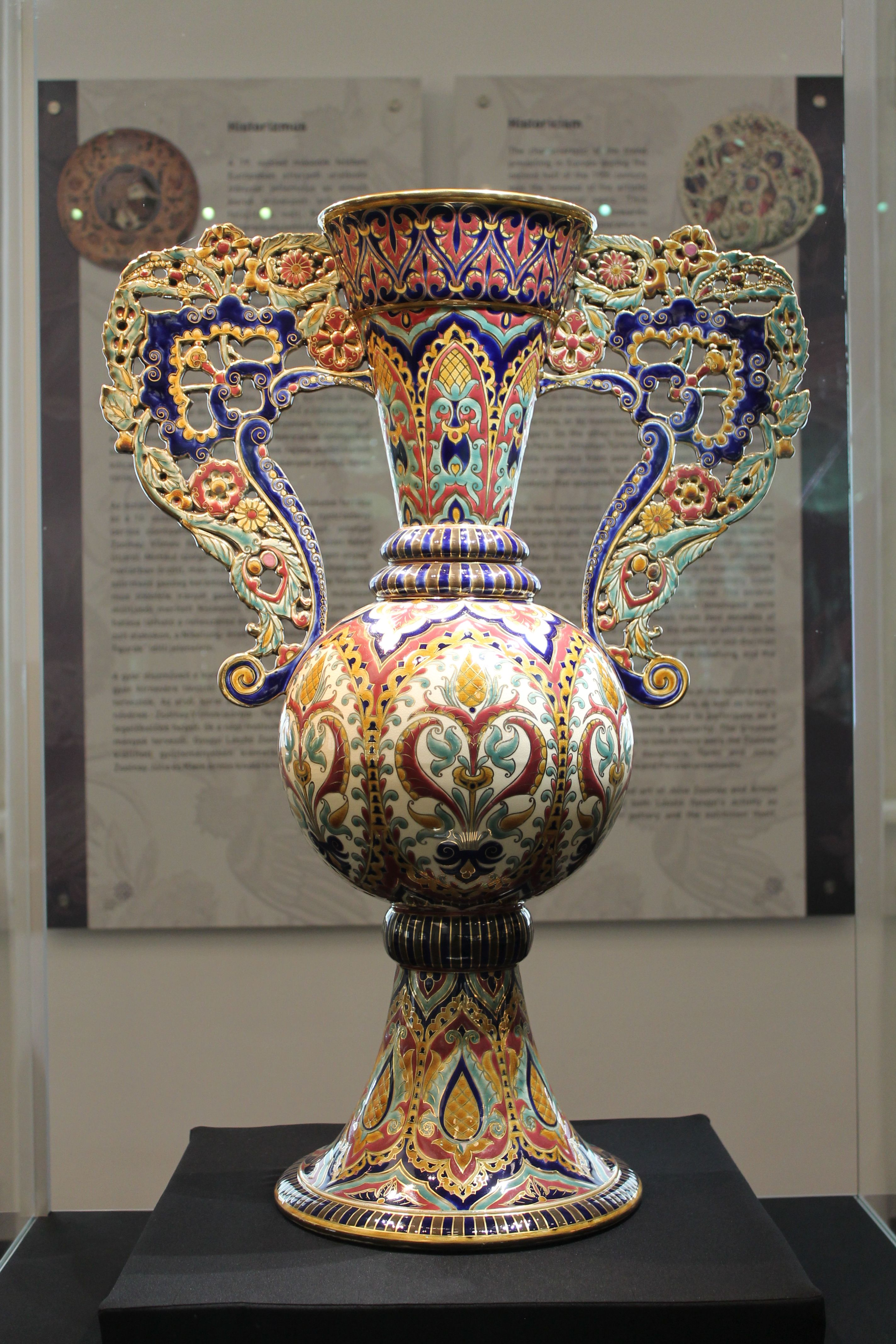
Zsolnay váza

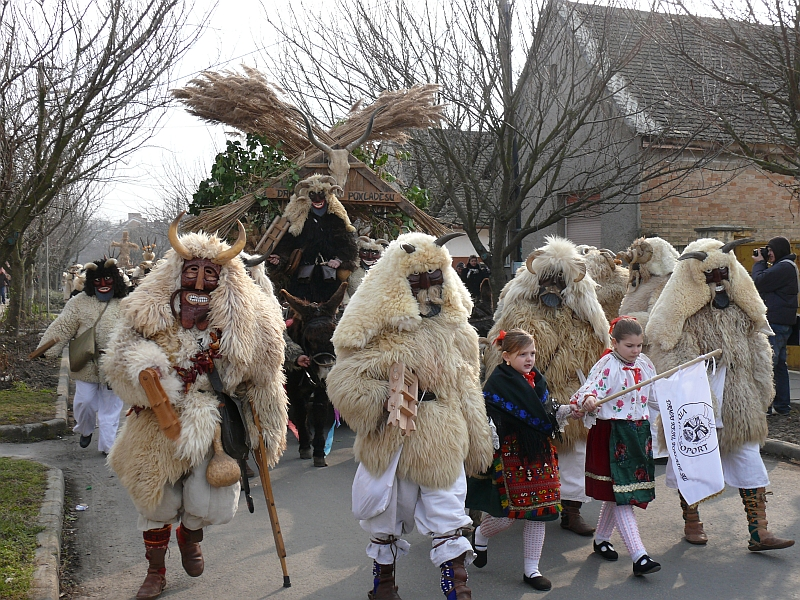
Busójárás

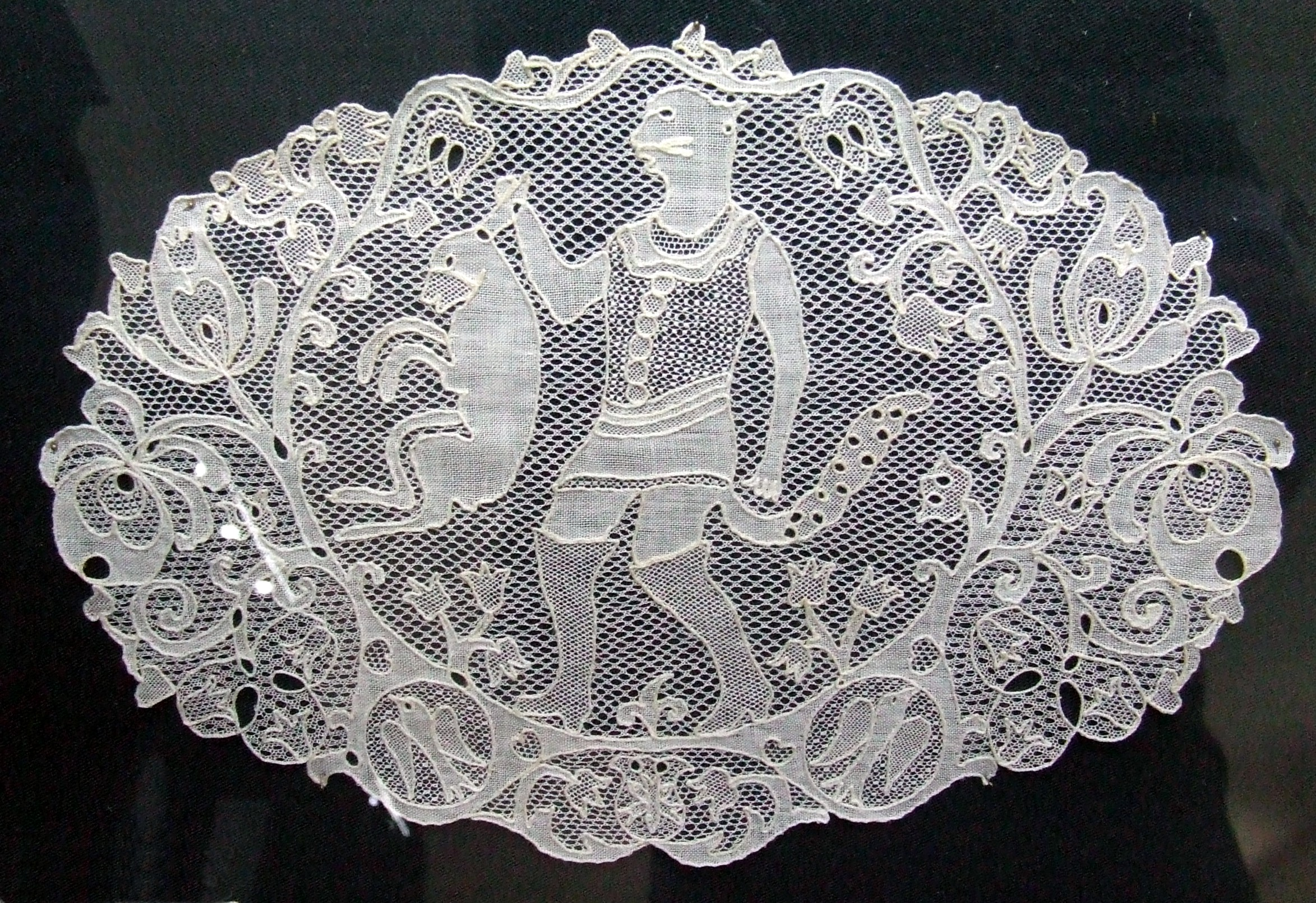
Halasi csipke

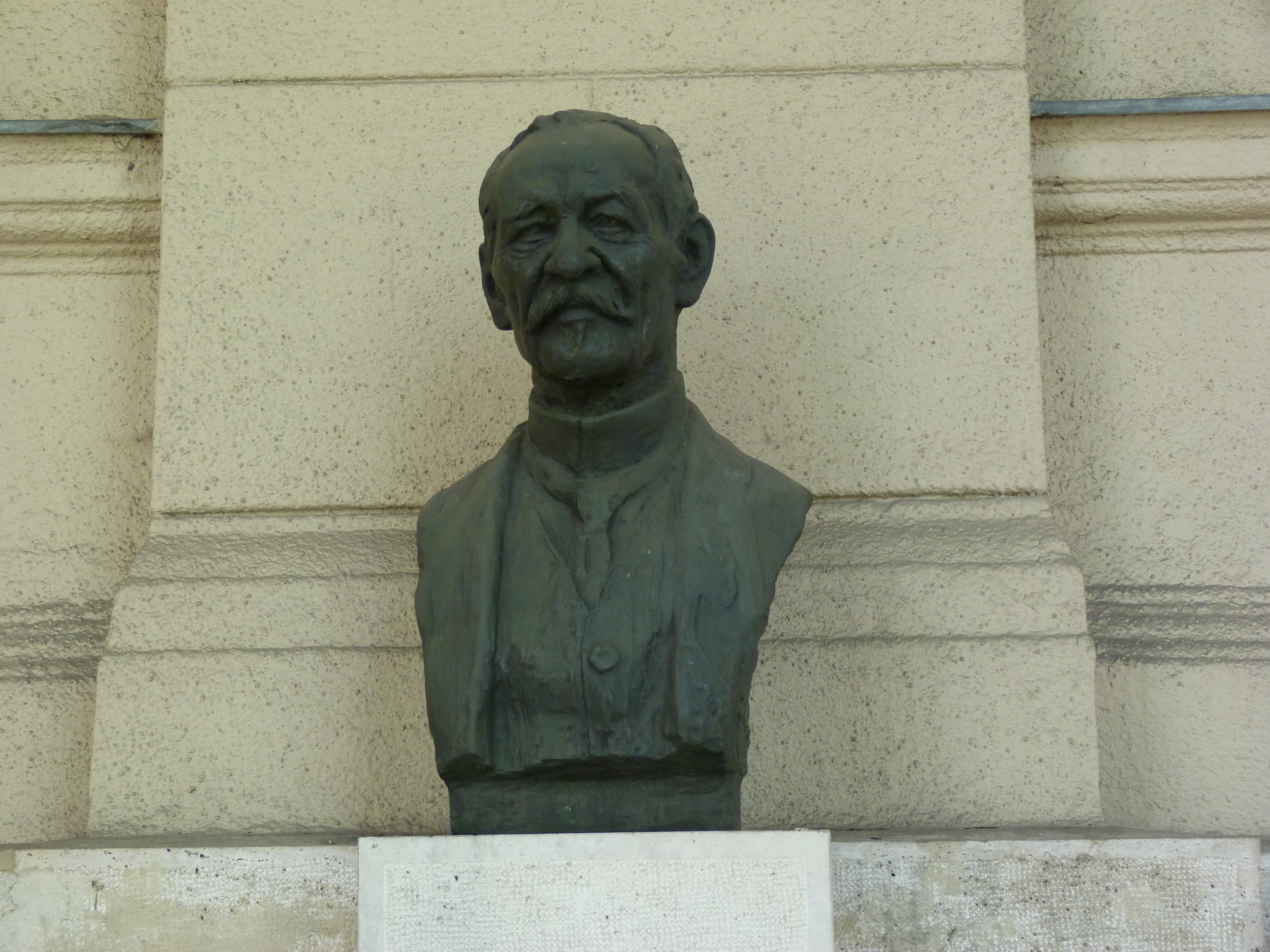
Mathiász János szőlőnemesítő életműve

A Magyar Értéktár a hungarikumokról szóló 2012. évi XXX. törvény szerint a települési, a tájegységi, a megyei és az ágazati értéktárakat, valamint a külhoni közösségek értéktárait összesítő gyűjtemény. 

A törvény alapján készülő listából a Hungarikum Bizottság kiválasztja a legszűkebben értelmezett hungarikumokat, amelyek ennélfogva a Hungarikumok Gyűjteményébe bekerülnek.

## A jelenlegi lista
a) Agrár- és élelmiszergazdaság 1. - 85.
b) Egészség és életmód 86. - 92.
c) Épített környezet 93. - 96.
d) Ipari és műszaki megoldások 97. - 105.
e) Kulturális örökség 106. - 157.
f) Sport 158. - 160.
g) Természeti környezet 161. - 164.
h) Turizmus és vendéglátás 165. - 175.
1. Alföldi kamillavirágzat
2. Badacsonyi kéknyelű
3. Budapesti téliszalámi
4. Csabai kolbász vagy Csabai vastagkolbász
5. Gönci kajszibarack
6. Gyulai kolbász vagy Gyulai pároskolbász
7. Hajdúsági torma
8. Herz Classic téliszalámi
9. Hízott víziszárnyas-termékek
10. Kalocsai fűszerpaprika-őrlemény
11. Magyar akác
12. Magyar akácmez
13. Magyar szürkemarha hús
14. Makói vöröshagyma vagy Makói hagyma
15. Mathiász János szőlőnemesítő életműve
16. Pick téliszalámi
17. Pozsonyi kifli
18. Szegedi fűszerpaprika-őrlemény vagy Szegedi paprika
19. Szegedi szalámi vagy Szegedi téliszalámi
20. Szentesi paprika
21. Szikvíz
22. Szőregi rózsatő
23. Theodora Kékkúti és Kereki Ásványvizek
24. a „pálinka” és a „törkölypálinka” megnevezések
25. Békési szilvapálinka
26. Göcseji körtepálinka
27. Gönc(z)i barackpálinka
28. Kecskeméti barackpálinka
29. Pannonhalmi törkölypálinka
30. Szabolcsi almapálinka
31. Szatmári szilvapálinka
32. Újfehértói meggypálinka
33. Sopron (bor)
34. Pannonhalma (bor)
35. Mór (bor)
36. Neszmély (bor)
37. Etyek-Buda (bor)
38. Balaton (bor)
39. Balatonboglár (bor)
40. Balaton-felvidék (bor)
41. Balatonfüred-Csopak (bor)
42. Badacsony (bor)
43. Nagy-Somló (bor)
44. Somlói (bor)
45. Káli (bor)
46. Tihany (bor)
47. Zala (bor)
48. Pannon (bor)
49. Pécs (bor)
50. Szekszárd (bor)
51. Tolna (bor)
52. Villány (bor)
53. Duna (bor)
54. Kunság (bor)
55. Hajós-Baja (bor)
56. Csongrád (bor)
57. Izsáki Arany Sárfehér (bor)
58. Eger (bor)
59. Mátra (bor)
60. Bükk (bor)
61. Debrői Hárslevelű (bor)
62. Tokaj (bor)
63. Dunántúl (bor)
64. Balatonmelléki (bor)
65. Duna-Tisza közi (bor)
66. Felső-Magyarország (bor)
67. Zemplén (bor)
68. Unicum keserűlikőr
69. Kürtőskalács
70. Piros Arany és Erős Pista
71. Szatmári szilvalekvár
72. Magyar szürke szarvasmarha
73. Debreceni páros kolbász
74. Vecsési savanyú káposzta
75. Gyulaji dám
76. Szerencsi csokoládé
77. TÖRLEY Pezsgő
78. St. Hubertus magyar gyógynövénylikőr
79. Kézzel szedett, nagy pehelytartalmú, magyar libatoll
80. Egri bikavér
81. Magyar pásztor- és vadászkutyafajták
82. MIRELITE termékek
83. Dr. Bakonyi Károly szőlőnemesítő életműve
84. újfehértói fürtös meggy
85. Zselici hársméz
86. Béres Csepp és Béres Csepp Extra
87. Ilcsi Szépítő Füvek natúrkozmetikai termékek
88. Dcont vércukormérő készülékek
89. Védőnői szolgálat
90. A Hévízi-tó és a tradicionális hévízi gyógyászat
91. Szent-Györgyi Albert életműve és szellemi öröksége
92. Kabay János gyógyszervegyészeti tevékenysége és életműve
93. Csongrádi régi belváros (Halászfalu)
94. Az Őrségi Táj és Szalafői Népi Műemlékegyüttes
95. Szatmár, Bereg és Kárpátalja középkori templomai
96. Torockó épített öröksége
97. Budafoki zománcáru és Budafoki zománcedény
98. Bonyhádi zománcáru és Bonyhádi zománcedény
99. Szentgotthárdi kard és Szentgotthárdi kasza
100. KÜRT-féle adatmentés
101. Zsolnay porcelán és kerámia
102. Ajka Kristály
103. Neumann János életműve
104. Irinyi János munkássága és a zajtalan és robbanásmentes gyufa
105. kocsi kocsi
106. A Népművészet Mestere díj kitüntetettjeinek tudása
107. Busójárás Mohácson - maszkos farsangvégi télűző szokás
108. A kunsági birkapörkölt karcagi hagyománya
109. Élő hagyományok Kalocsa kulturális terében: hímzés, viselet, pingálás, tánc
110. Mezőtúri fazekasság
111. A magyar solymászat
112. A halasi csipkevarrás élő hagyománya
113. Matyó örökség - a hímzés, viselet, folklór továbbélése
114. Pünkösdi templomdíszítés Mendén
115. Tikverőzés Mohán. Maszkos, alakoskodó, farsangi szokás
116. Emmausz-járás Bólyban, Húsvéthétfői népszokás
117. A molnárkalács borsodnádasdi hagyománya
118. Sárköz népművészete: szövés, hímzés, gyöngyfűzés, viselet
119. Kassai-féle lovasíjász-módszer
120. Herendi porcelán
121. Magyar operett
122. Klasszikus magyar nóta
123. Zsolnay Kulturális Negyed
124. Gróf Széchenyi István szellemi hagyatéka
125. 100 Tagú Cigányzenekar – A zenekar világhírű művészi és hagyományőrző gyakorlata
126. Höveji csipke
127. Tárogató
128. Magyar Íj (IX-XI. század)
129. Vizsolyi Biblia és a Vizsolyi Református Templom
130. Bocskai viselet
131. Szegedi papucs
132. A magyar tanya
133. Magyar cimbalom
134. Békés-tarhosi Énekiskola
135. Mihalkó-féle hortobágyi pásztorkalap
136. Kós Károly életműve
137. Magyar Huszár
138. Aradi Szabadság-szobor
139. Feszty-körkép
140. A nagybányai művésztelep és festőiskola
141. Magyar pálos rend
142. Hortobágyi karikásostor
143. Hollóházi Porcelán
144. Csíksomlyói pünkösdi búcsú
145. Magyar népmesék (televíziós sorozat)
146. Magyarországi csipkeverés és varrás élő hagyománya
147. A kőszegi "szöllő jövés" ünnepe
148. Magyarországi kékfestés hagyománya
149. Hosszifurugla
150. Regölés
151. Magyar cifraszűr
152. Betyárköltészet
153. hajdúnánási szalmafeldolgozás
154. 1568-as vallásszabadság törvény
155. beregi keresztszemes hímzés
156. aracsi templomrom és az aracsi kő
157. balatonfüredi Anna-bál
158. Puskás Ferenc életműve
159. Magyar vízilabdázás
160. Klasszikus magyar szablyavívás hagyománya
161. Gércei alginit
162. Széchényi-hársfasor
163. Kaptárkövek és a bükkaljai kőkultúra
164. Tiszavirág és tiszavirágzás
165. Karcagi birkapörkölt
166. Fröccs
167. Gundel örökség - Gundel Károly gasztronómiai és vendéglátóipari öröksége és a Gundel Étterem
168. Bajai halászlé
169. Miskolctapolcai Barlangfürdő
170. Országos Kéktúra
171. Dobostorta
172. magyar gulyásleves
173. Csabai kolbászfesztivál
174. Tiszai halászlé
175. Gemenci gímszarvas